# Valentim Fagundes de Meneses
Valentim Fagundes de Meneses MSC (ur. 22 lipca 1953 w Agualva) – portugalski duchowny rzymskokatolicki, biskup diecezjalny Balsas od 2020.

## Życiorys
Valentim Fagundes Meneses urodził się 22 lipca 1953 w Agualva na archipelagu Azory (Portugalia). Studiował filozofię na Katolickim Uniwersytecie Campinas oraz teologię na Papieskim Wydziale Teologicznym Matki Bożej Wniebowziętej w São Paulo.
2 lutego 1979 złożył śluby zakonne w Zgromadzeniu Misjonarzy Najświętszego Serca Pana Jezusa, natomiast święcenia prezbiteratu przyjął 2 lipca 1982. 
Po święceniach pełnił następujące funkcje: 1983–1985: wikariusz, następnie proboszcz (1986–1988) parafii Wieczny Ojciec i św. Józef w dzielnicy Cidade de Deus w Rio de Janeiro; 1984–1988: asesor Konferencji Zakonników Brazylii; 1989–1991: pastor w Salwadorze; 1992–1996: profesor teologii pastoralnej w Instytucie Filozoficzno-Teologicznym Pawła VI, a także pastor Niepokalanego Poczęcie w Nova Iguaçu; 1997–2001: pastor Matki Boskiej Bolesnej we Floresta do Araguaia; 2002–2007: pastor Dobry Pasterz z Turubamby w Quito; 2008–2009: wikariusz parafii Matki Bożej Najświętszego Serca w Contagem; 2009–2011: proboszcz parafii Matki Bożej Pomocy w Monte Formoso; 2012–2014: proboszcz parafii Matki Bożej Pomocy w Praça Seca.
W swoim Zgromadzeniu Misjonarzy Najświętszego Serca pełnił następujące funkcje: 1992–1996: formator studentów filozofii w Belford Roxo; 1997–2001: formator studentów filozofii w Niższym Seminarium w Santíssima Conceição do Araguaia; 2012–2014: wiceprowincjał Rio de Janeiro; 2014–2020: Inspektor prowincji Rio de Janeiro z siedzibą w Juiz de Fora. 
29 lipca 2020 papież Franciszek prekonizował go biskupem diecezjalnym Balsas. Święcenia biskupie otrzymał 26 września 2020 w kościele Matki Bożej Najświętszego Serca w Rio de Janeiro. Głównym konsekratorem był Pedro José Conti, biskup diecezjalny Macapá, zaś współkonsekratorami José Carlos Brandão Cabral, biskup diecezjalny Almenary i Antônio Carlos Cruz Santos, biskup diecezjalny Caicó. Ingres do katedry Najświętszego Serca Jezusowego w Balsas, w trakcie którego kanonicznie objął urząd, odbył 10 października 2020.